# Taubertalbahn

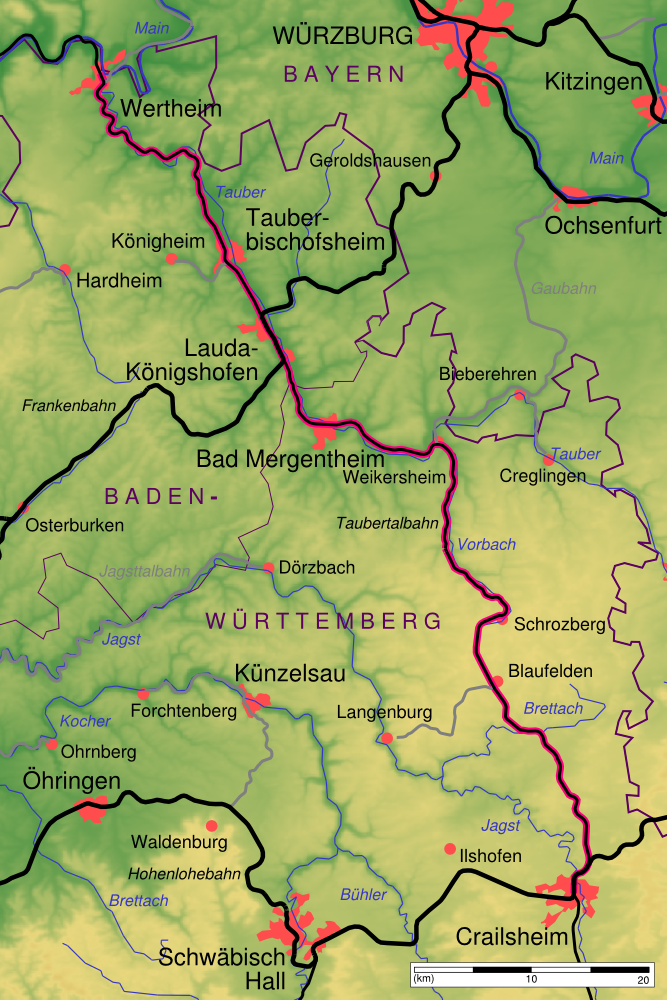
Verlauf der Tauber(tal)bahn

Als Taubertalbahn oder Tauberbahn wird eine 100,3 Kilometer lange Eisenbahnverbindung von Crailsheim über Bad Mergentheim, Lauda-Königshofen und Tauberbischofsheim nach Wertheim bezeichnet, die zunächst über östliche Teile der Hohenloher und Haller Ebene führt, dann das Blaubachtal hinauf und das Vorbachtal hinab bis nach Weikersheim, woraufhin sie zu großen Teilen entlang der namengebenden Tauber verläuft. Die Gesamtverbindung hat die Kursbuchstreckennummer 782.

## Teilstrecken

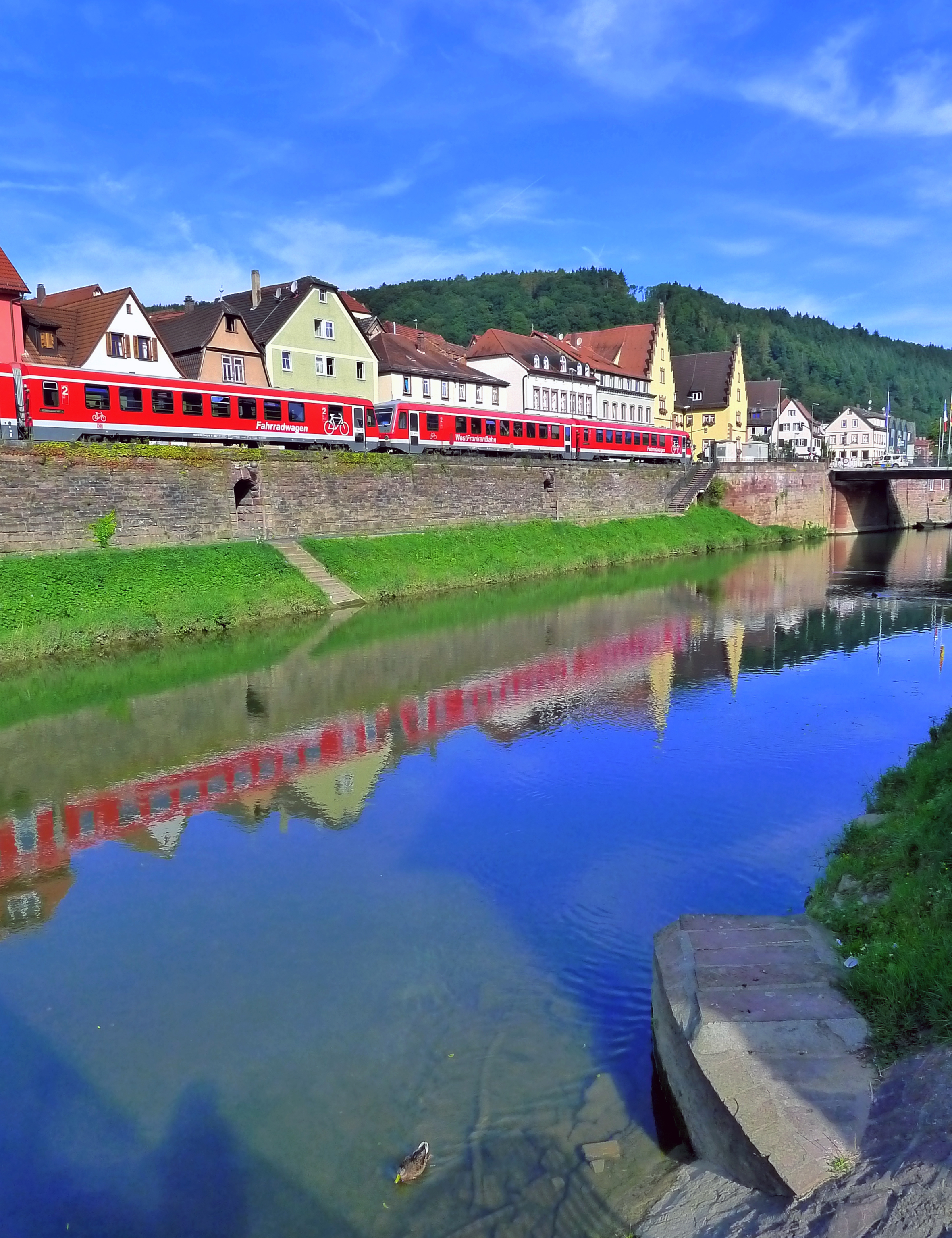
Fluss und Bahn in Wertheim

Die Tauber(tal)bahn besteht aus folgenden drei Teilstrecken:
- Crailsheim – Königshofen, siehe Bahnstrecke Crailsheim–Königshofen
- Königshofen – Lauda, siehe Frankenbahn
- Lauda – Wertheim, siehe Bahnstrecke Lauda–Wertheim

## Geschichte

### Vom Bau der Teilstrecken bis zur Jahrtausendwende
Die Planungen für die Taubertalbahn begannen nach Abschluss eines badisch-württembergischen Staatsvertrages am 31. März 1864 sowie einem württembergischen Gesetzeserlass vom 13. August 1865.
Der Abschnitt Königshofen–Lauda wurde im Zuge der Verbindung von Osterburken nach Würzburg bereits 1866 eröffnet.
Der Bau des Abschnitts Lauda–Wertheim begann im Oktober 1866, im August 1868 begann auch der Bau des Abschnitts Crailsheim–Mergentheim. Als erstes Teilstück wurde 1867 Lauda–Hochhausen freigegeben, der Abschnitt Hochhausen–Wertheim folgte im Jahr darauf. Am 23. Oktober 1869 nahmen Württemberg und Baden ihre jeweiligen Teilstrecken schließlich gemeinsam in Betrieb. Der württembergische Abschnitt führte von Crailsheim bis zur damaligen Landesgrenze bei Mergentheim auch das badische Teilstück von dort nach Königshofen. An jenem Tag konnte die Strecke somit erstmals durchgängig befahren werden.
Bis zur Orthographischen Konferenz von 1901 wurde die Strecke noch Tauberthalbahn respektive Tauberthal-Bahn geschrieben.
Seit den 1950er Jahren fuhren auch auf der Taubertalbahn sogenannte Heckeneilzüge, die bis circa 2005 Frankfurt mit Ulm verbanden. Seitdem wurde der Laufweg auf Aschaffenburg–Crailsheim gekürzt.

### Die Taubertalbahn im 21. Jahrhundert
Nach der Jahrtausendwende nahm die Deutsche Bahn auf verschiedenen Abschnitten Modernisierungen vor. Zum 1. Januar 2006 wurde die Strecke, mit Ausnahme des Abschnitts Königshofen–Lauda, in das DB-Regionalnetz Westfrankenbahn eingegliedert, das sowohl als Eisenbahninfrastrukturunternehmen als auch als Eisenbahnverkehrsunternehmen vor Ort tätig ist, um die notwendigen Kontakte und Entscheidungen mit den lokal und landesweit zuständigen Entscheidern aus einer Hand anbieten zu können.
Bis zum 9. Dezember 2006 hatte die Tauberbahn im Kursbuch die Tabellennummer 788. Seitdem hat sie die Nummer 782.
2018 wurde das 150-jährige Jubiläum der Tauberbahn auf verschiedenen Streckenabschnitten gefeiert, unter anderem mit Ausstellungen von historischen Bildern und Dokumenten, Vorträgen von Eisenbahnhistorikern und Sonderfahrten.

## Fahrradtourismus

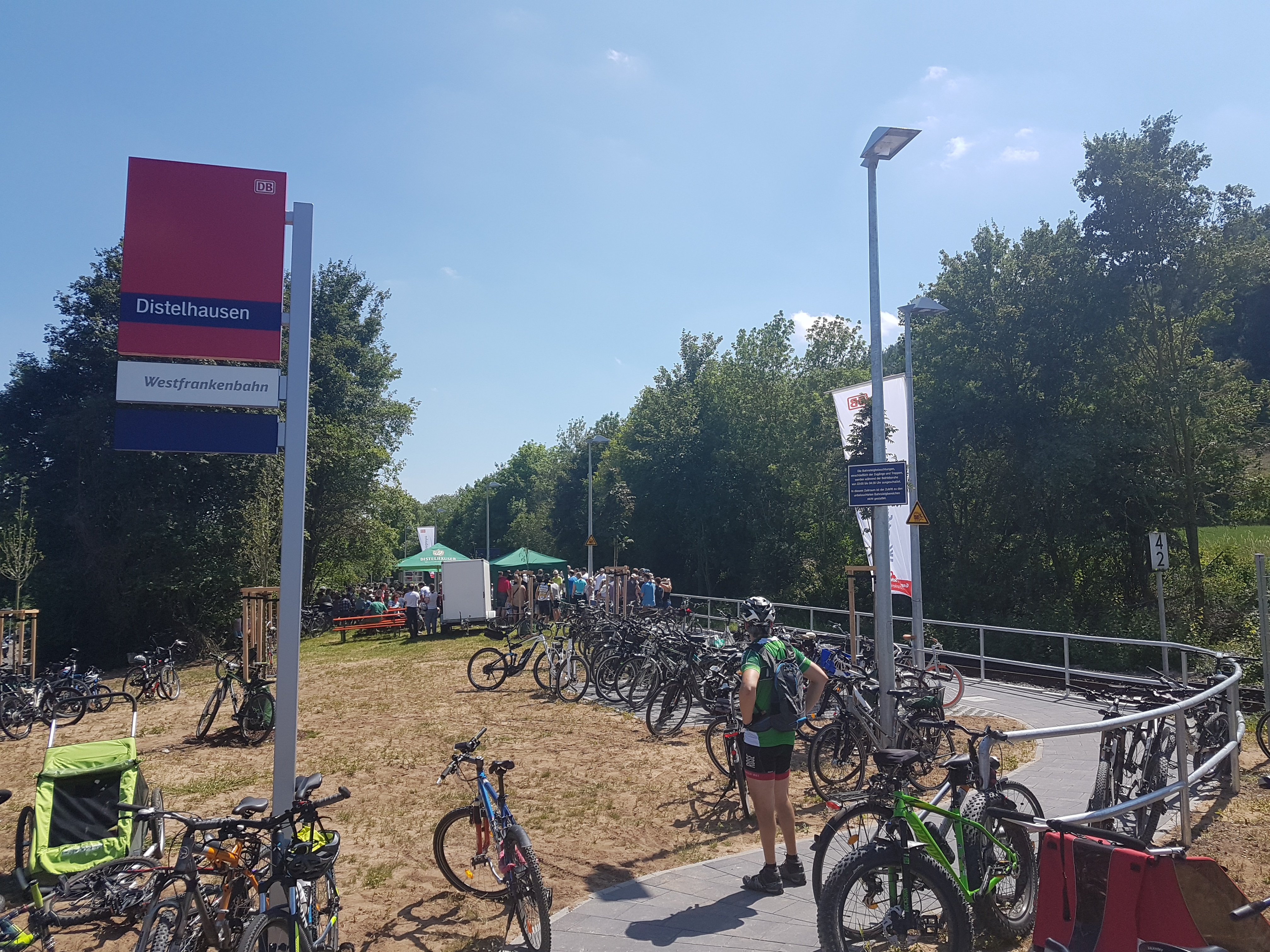
Fahrräder am Haltepunkt Distelhausen

Die Strecke dient dem Fahrradtourismus entlang großer Teile des Taubertalradweges als Transportmittel. Jeweils am zweiten Sonntag im August gibt es im Taubertal einen autofreien Sonntag, der jährlich zwischen südlichem und nördlichem Taubertal wechselt. An diesem Tag ist die Taubertalstraße für den Autoverkehr gesperrt. Zusätzlich zum Planbetrieb verkehren dann Verstärkerzüge mit erhöhter Fahrradmitnahmekapazität.